# Mandorla

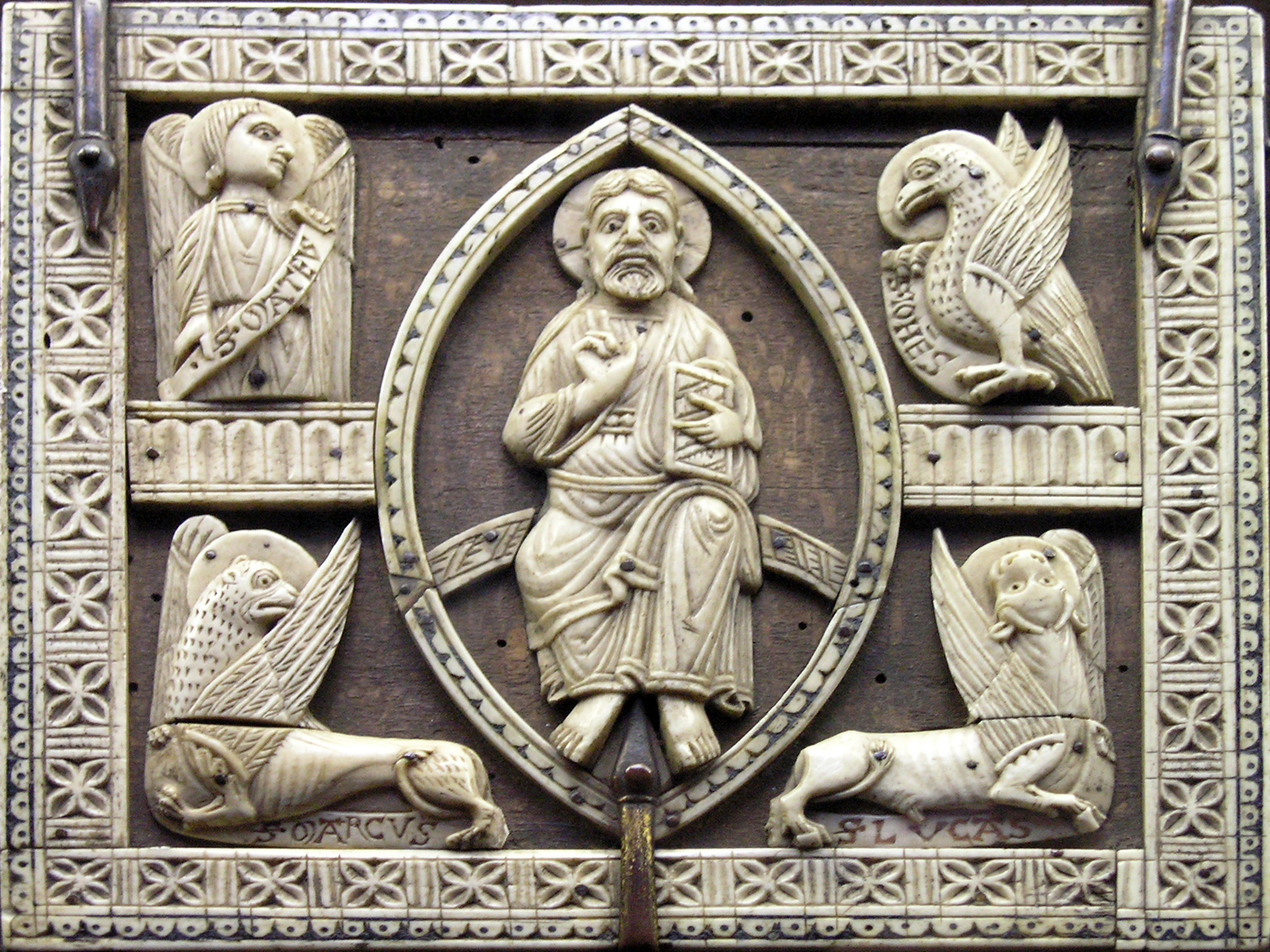
Majestas Domini in einer Mandorla, umgeben von den Evangelistensymbolen (Elfenbein auf Holz, Köln 13. Jh.)

Mandorla (ital. für „Mandel“) ist ein Fachbegriff aus der Kunstgeschichte und bezeichnet eine Glorie oder Aura („Aureole“) rund um eine ganze Figur. Damit unterscheidet sich die Mandorla vom Heiligenschein, der nur das Haupt umgibt. Von Ausnahmen abgesehen sind Mandorlen Christus vorbehalten und zeigen ihn im Typus der Majestas Domini bzw. als Pantokrator.

## Formen

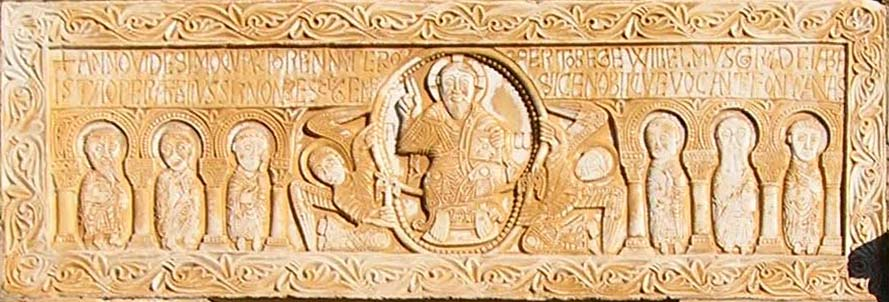
Türsturz der ehemaligen Abteikirche von Saint-Genis des Fontaines (um 1010)

Eine Mandorla ist zumeist mandelförmig, kann aber manchmal – vor allem bei frühen Formen – auch eine Kreis- oder Ellipsenform annehmen. In sehr seltenen, ebenfalls meist frühen Fällen wird die Mandorla auch aus zwei sich überschneidenden Kreisen gebildet. Rautenförmige und gezackte Mandorlen kommen ebenfalls vor. Auf Ikonen, insbesondere des neueren griechischen Stils ab ca. 1900, sind komplizierte Mandorlen oft sehr prominent.
Der Rahmen einer Mandorla ist häufig farblich abgestuft oder skulptural besonders aufwendig gestaltet (Diamantstab, Lochstab); er erinnert somit an die Vision eines Regenbogens in Ez 1,26–28 . Das Innere der meisten Mandorlen ist ungestaltet; manchmal finden sich die griechischen Buchstaben Α und Ω, seltener auch Darstellungen eines Sternenhimmels oder Andeutungen von Wolken. Während in älteren Darstellungen Christus bzw. Maria vollständig von der Mandorla umschlossen sind, ragen in späteren Darstellungen nicht selten Hände und Füße (manchmal auch der Kopf) über die Randbegrenzung hinaus.
Die romanischen Mandorlen sind häufig umgeben von den Symbolen der vier Evangelisten. In vielen Fällen werden sie auch von Engeln gehalten oder emporgehoben und stehen im ikonographischen Zusammenhang mit der Himmelfahrt Christi oder Mariens.

## Geschichte

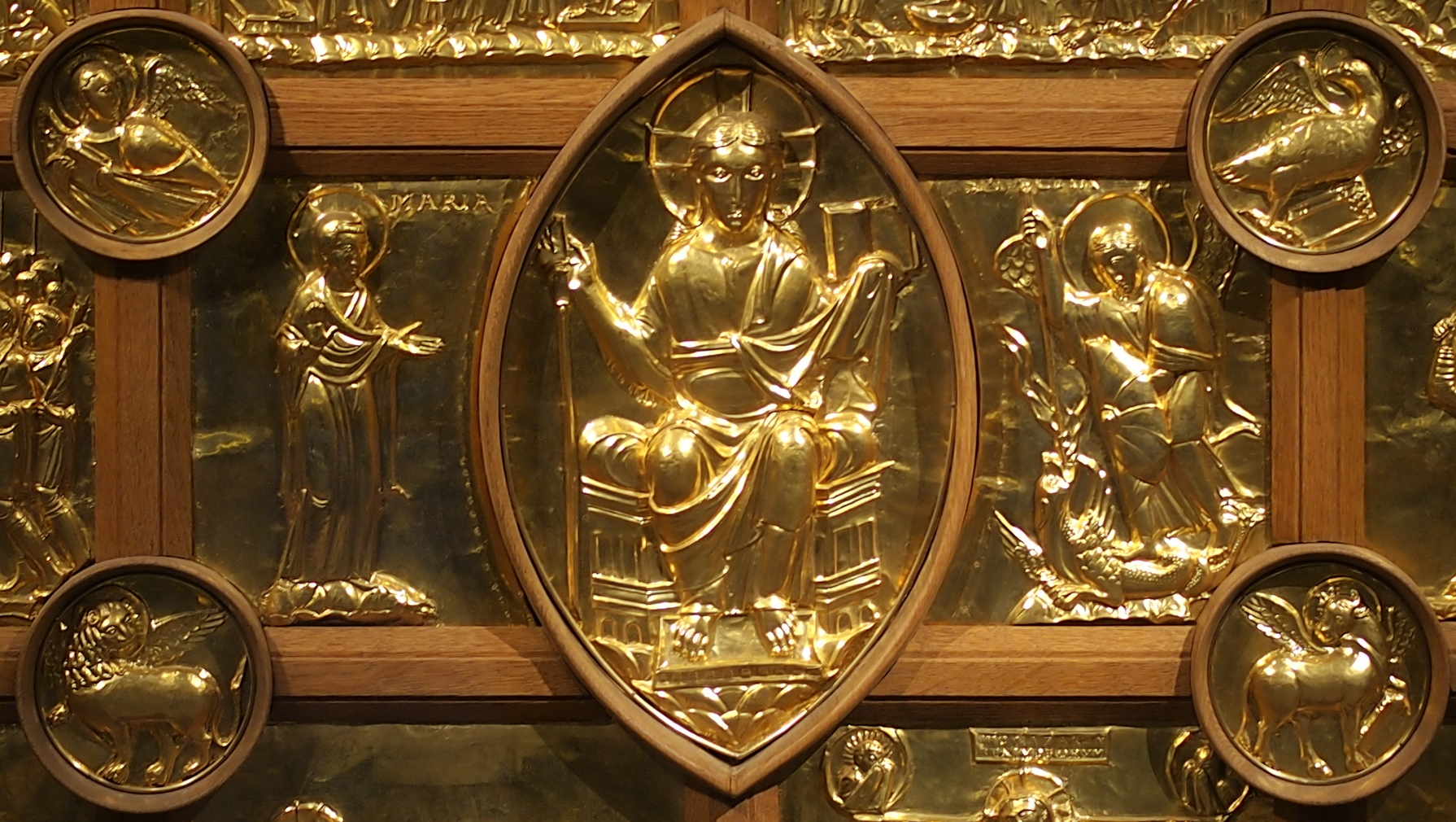
Detail der Pala doro im Aachener Dom: Majestas Domini umgeben von vier Evangelistenmedaillons (11. Jh.)

Mandorlen treten in der sakralen Kunst Europas seit dem 5. Jahrhundert n. Chr. auf. Ihre Blütezeit erleben sie in der mittelalterlichen Kleinkunst (Buchmalerei, Goldschmiedekunst, Elfenbeinschnitzerei), in Apsisfresken oder in Portaltympana der Romanik. In der gotischen und spätgotischen Kunst sind sie deutlich seltener anzutreffen. Von wenigen Ausnahmen (z. B. Peruginos Himmelfahrtsbilder, Raffaels Disputa) abgesehen, verzichten die Künstler der Hochrenaissance auf die Darstellung von Mandorlen oder ersetzen sie durch Strahlenkränze und Wolkenformen. In der Spätrenaissance und im Barock verschwinden sie ganz. Erst mit den sich an der Kunst des Mittelalters orientierenden Präraffaeliten und Nazarenern tauchen sie im 19. und 20. Jahrhundert vereinzelt wieder auf.

## Maria in der Mandorla
Dass die Gottesmutter allein in einer Mandorla erscheint, ist eher selten, so zum Beispiel im Westwerk der Servatiusbasilika in Maastricht. In solchen Fällen ist jedoch zumeist das Bildthema der Himmelfahrt Mariens angesprochen. Häufiger tritt sie zusammen mit ihrem Sohn im Typus der Marienkrönung oder als Sedes sapientiae („Sitz der Weisheit“) auf. In der spätgotischen Kunst entwickelt sich der eigenständige Typus der Strahlenkranzmadonna ohne Mandorla, der bis in die Barockzeit hinein bestand.

## Heilige in der Mandorla
Bedeutende Heilige der Kirchengeschichte werden in äußerst seltenen Fällen mit einer Mandorla umgeben, die manchmal von Engeln umgeben ist oder getragen wird und in derartigen Fällen dem Himmelfahrtstypus entspricht.

## Kaiser Otto III. in einer Mandorla

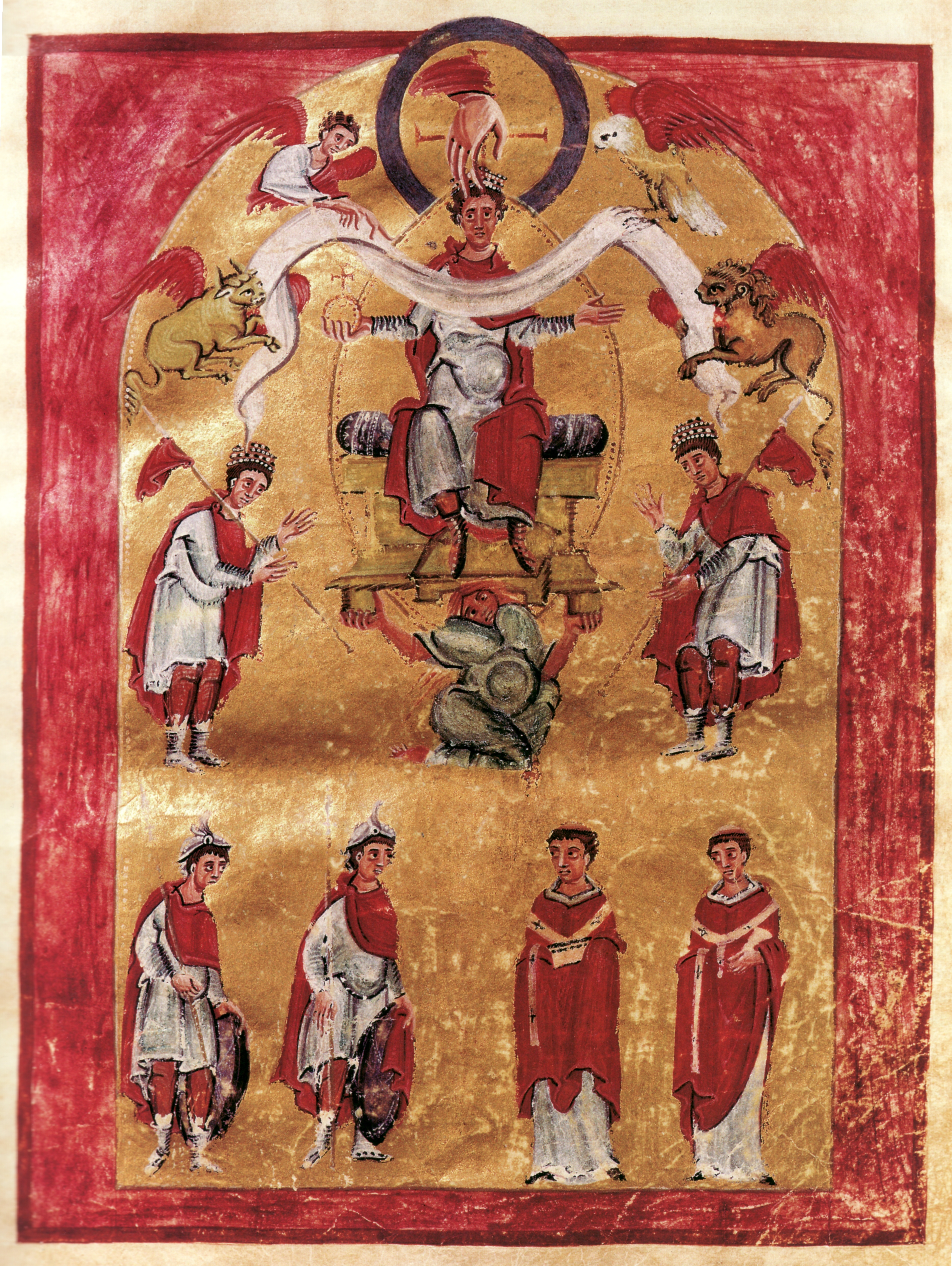
Kaiser Otto III. in einer Mandorla, Liuthar-Evangeliar (um 1000). Der Kaiser ist umgeben von den vier Evangelistensymbolen; eine aus dem Himmel kommende Hand setzt ihm eine Krone auf.

Berühmt und einzigartig ist eine Buchmalerei aus dem Liuthar-Evangeliar (um 1000) mit der Darstellung Kaiser Ottos III. in einer Mandorla. Auch wenn Buch und Segensgestus fehlen und der Kaiser stattdessen „nur“ den Reichsapfel in den weit ausgestreckten, alles umfassenden Händen hält, ist es so, als ob sich hier der thronende – und von einer himmlischen Hand gekrönte – Kaiser in einer christusähnlichen Weise und umgeben von den Symbolen der vier Evangelisten darstellen lässt. Auch in einer Darstellung im Speyerer Evangeliar (um 1045) ragen die Köpfe Konrads II. und seiner Gemahlin Gisela in die Mandorla, d. h. in die himmlische Sphäre hinein.
Derartige Darstellungen aus dem Vorfeld des Investiturstreits sind nur zu verstehen, wenn der Kaiser nicht allein als weltlicher, sondern auch als geistlicher Stellvertreter Christi bzw. Gottes auf Erden gemeint wurde – eine Rolle, die nach mittelalterlichem Verständnis allein dem Papst und der Kirche vorbehalten war.

## Symbolik
Mandorlen werden – wie Heiligenscheine – als sichtbarer Ausdruck der Licht- bzw. Heilskraft einer göttlichen oder quasi-göttlichen Figur gedeutet; sie sind Symbole mittelalterlichen Gottes- und Weltverständnisses.